# Сарыева, Екатерина Андреевна
Екатерина Андреевна Сариева (азерб. Yekaterina Andreyevna Sariyeva; род. 18 декабря 1995, Баку) — азербайджанская легкоатлетка, специализирующаяся в прыжках в длину и в тройном прыжке, победительница III Игр исламской солидарности,мастер спорта по тройному прыжку, рекордсменка Азербайджана, 11-кратная чемпионка Азербайджана, участника Европейских игр 2015 и 2023.